# Campionato CONCACAF 1989
Il Campionato CONCACAF 1989 è stata la 10ª edizione di questo torneo di calcio continentale per squadre nazionali maggiori maschili organizzato dalla CONCACAF. Il torneo è stato disputato dal 17 aprile 1988 al 19 novembre 1989. È stata l'ultima edizione a non essere giocata interamente in una nazione ospitante e ad essere utilizzata per determinare le squadre partecipanti per la zona CONCACAF ad un campionato mondiale di calcio (nello specifico, quello del 1990).
Vennero iscritte 16 squadre al torneo, ma l'iscrizione del Belize venne rifiutata dalla FIFA per motivi finanziari. Inoltre, il Messico venne squalificato per aver schierato in campo nelle qualificazioni ai mondiali under 20, alcuni giocatori che eccedevano il limite d'età imposto.
La formula del torneo prevedeva due fasi eliminatorie ed una fase finale. La prima fase eliminatoria vedeva impegnate 10 squadre in 5 spareggi A/R. La vincente avrebbe affrontato una delle cinque squadre già qualificate alla seconda fase eliminatoria (Stati Uniti El Salvador Canada Honduras e Messico, poi squalificato) in uno spareggio A/R. Le vincenti della seconda fase eliminatoria si sarebbero poi affrontate in un girone unico all'italiana. Le prime due classificate avrebbero ottenuto la qualificazione al Mondiale 1990. Durante la fase finale del torneo, a causa dell'instabilità politica del Paese, El Salvador giocò le partite in casa contro Trinidad e Tobago e Stati Uniti sul neutro di Tegucigalpa (Honduras); le due partite contro il Guatemala vennero invece annullate.
Il trofeo fu vinto dalla Costa Rica, che conquistò il suo terzo titolo. Gli Stati Uniti ottennero il secondo posto (e quindi la qualificazione alla Coppa del Mondo) all'ultima giornata, battendo Trinidad e Tobago a Port of Spain per 1-0.

## Formula
- Qualificazioni

16 membri CONCACAF: 5 posti disponibili per la fase finale. Nessuna squadra è qualificata direttamente alla fase finale. L'iscrizione del Belize viene rifiutata dalla FIFA per motivi finanziari. Rimangono 15 squadre per cinque posti disponibili per la fase finale. Le qualificazioni si compongono di un due turni: Canada, El Salvador, Honduras, Messico e Stati Uniti accedono direttamente al secondo turno. Successivamente, il 30 giugno 1988 il Comitato Esecutivo della FIFA squalifica il Messico per due anni per aver schierato in campo alcuni giocatori che eccedevano il limite d'età imposto.
Primo turno - 10 squadre: giocano partite di andata e ritorno, le vincenti accedono al secondo turno.
Secondo turno - 10 squadre: giocano partite di andata e ritorno, le vincenti si qualificano alla fase finale.
- Fase finale

Girone unico - 5 squadre: giocano partite di andata e ritorno. La prima classificata si laurea campione CONCACAF, le prime due classificate si qualificano al Campionato mondiale di calcio 1990.

## Squadre partecipanti
| Pr. | Squadra           | Data di qualificazione certa | Partecipante in quanto                                  | Partecipazioni precedenti al torneo          | Ultima presenza |
| --- | ----------------- | ---------------------------- | ------------------------------------------------------- | -------------------------------------------- | --------------- |
| 1   | Costa Rica        | 1 luglio 1988                | Vincente del Secondo turno della fase di qualificazione | 5 (1963, 1965, 1969, 1971, 1985)             | 1985            |
| 2   | Stati Uniti       | 13 agosto 1988               | Vincente del Secondo turno della fase di qualificazione | 1 (1985)                                     | 1985            |
| 3   | Guatemala         | 15 ottobre 1988              | Vincente del Secondo turno della fase di qualificazione | 7 (1963, 1965, 1967, 1969, 1973, 1977, 1985) | 1985            |
| 4   | El Salvador       | 16 ottobre 1988              | Vincente del Secondo turno della fase di qualificazione | 5 (1963, 1965, 1977, 1981, 1985)             | 1985            |
| 5   | Trinidad e Tobago | 13 novembre 1988             | Vincente del Secondo turno della fase di qualificazione | 5 (1967, 1969, 1971, 1973, 1985)             | 1985            |

Nella sezione "partecipazioni precedenti al torneo", le date in grassetto indicano che la nazione ha vinto quella edizione del torneo, mentre le date in corsivo indicano la nazione ospitante.

## Fase finale

### Girone unico

#### Classifica
| Pos | Squadra           | P.ti | G | V | N | P | GF | GS | DR |
| --- | ----------------- | ---- | - | - | - | - | -- | -- | -- |
| 1   | Costa Rica        | 11   | 8 | 5 | 1 | 2 | 10 | 6  | +4 |
| 2   | Stati Uniti       | 11   | 8 | 4 | 3 | 1 | 6  | 3  | +3 |
| 3   | Trinidad e Tobago | 9    | 8 | 3 | 3 | 2 | 7  | 5  | +2 |
| 4   | Guatemala         | 3    | 6 | 1 | 1 | 4 | 4  | 7  | -3 |
| 5   | El Salvador       | 2    | 6 | 0 | 2 | 4 | 2  | 8  | -6 |

#### Risultati
| Arbitro: | Tony Evangelista |

|                   |           |  |
| Chacón 39’ (rig.) | Marcatori |  |

| Arbitro: | John Meachin |

|                         |           |           |
| Flores 42’ Coronado 78’ | Marcatori | 51’ Rodas |

| Arbitro: | José Antonio Garza |

|            |           |  |
| Rhoden 14’ | Marcatori |  |

| Arbitro: | Rodolfo Méndez |

|           |           |  |
| Ramos 72’ | Marcatori |  |

| Arbitro: | Luigi Agnolin |

|                |           |             |
| Trittschuh 48’ | Marcatori | 88’ Charles |

| Arbitro: | Edgardo Codesal |

|           |           |              |
| Jones 13’ | Marcatori | 69’ Coronado |

| Arbitro: | José Joaquín Torres Cadena |

|            |           |  |
| Cayasso 2’ | Marcatori |  |

| Arbitro: | Gordon Arrowsmith |

|                        |           |            |
| Murray 3’ Eichmann 67’ | Marcatori | 22’ Chacón |

| Arbitro: | Arturo Brizio Carter |

|                         |           |                                         |
| Rodríguez 24’ Rivas 63’ | Marcatori | 16’ Cayasso 46’ Hidalgo 51’, 75’ Flores |

| Arbitro: | Jorge Orellana Vimos |

|               |           |  |
| Fernández 55’ | Marcatori |  |

| Arbitro: | Tony Evangelista |

|                |           |  |
| Lewis 50’, 61’ | Marcatori |  |

| Tegucigalpa 13 agosto 1989 | El Salvador    | 0 – 0 | Trinidad e Tobago | Stadio Nazionale Chelato Uclés (16 882 spett.)\| Arbitro: \| Gonzalo Tejada \| |
| Arbitro:                   | Gonzalo Tejada |       |                   |                                                                                |

| Arbitro: | Arturo Brizio Carter |

|  |           |              |
|  | Marcatori | 57’ Jamerson |

| Arbitro: | Horacio Cachay Díaz |

|                        |           |           |
| Jones 10’ Jamerson 88’ | Marcatori | 57’ Rodas |

| Arbitro: | Edgardo Codesal |

|  |           |           |
|  | Marcatori | 61’ Pérez |

| Città del Guatemala 8 ottobre 1989 | Guatemala    | 0 – 0 | Stati Uniti | Estadio Mateo Flores (8 000 spett.)\| Arbitro: \| Elías Jácome \| |
| Arbitro:                           | Elías Jácome |       |             |                                                                   |

| Fenton 5 novembre 1989 | Stati Uniti  | 0 – 0 | El Salvador | Saint Louis Soccer Park (8 500 spett.)\| Arbitro: \| John Meachin \| |
| Arbitro:               | John Meachin |       |             |                                                                      |

| Arbitro: | Juan Carlos Loustau |

|  |           |               |
|  | Marcatori | 30’ Caligiuri |

| Città del Guatemala 19 novembre 1989 | El Salvador | – | Guatemala |  |

| Città del Guatemala 21 novembre 1989 | Guatemala | – | El Salvador |  |

## Statistiche

### Classifica marcatori
2 reti
- Evaristo Coronado
- Juan Arnoldo Cayasso
- Leonidas Flores
- Raúl Chacón
- Julio Rodas
- Leonson Lewis
- Kerry Jamerson
- Philibert Jones

1 rete
- Carlos Hidalgo
- Gilberto Rhoden
- Pastor Fernández
- Róger Flores
- Jaime Rodríguez
- José María Rivas
- Hutson Charles
- Bruce Murray
- Eric Eichmann
- Hugo Pérez
- Paul Caligiuri
- Steve Trittschuh
- Tab Ramos